# Lagurus (plant)
Lagurus is een geslacht uit de grassenfamilie (Poaceae). De soorten komen voor in het Middellandse Zeegebied. De botanische naam is afgeleid uit het Grieks: 'lagos' (λαγος) betekent 'haas' en 'oura' (ουρα) betekent 'staart'. Dit verwijst naar de harige pluim van verschillende soorten.

## Soorten
De volgende soorten zijn bekend: 
- Lagurus cylindricus
- Lagurus dalmaticus
- Lagurus dimorphus
- Lagurus freynii
- Lagurus humilis
- Lagurus longifolius
- Lagurus nitens
- Lagurus ovatus
- Lagurus paniculatus
- Lagurus schoenanthus
- Lagurus siculus